# Giulio Cattaneo (statista)
Giulio Cattaneo (Piacenza, 1445 circa – Milano, 9 aprile 1531) è stato un diplomatico e politico italiano, del Ducato di Milano.

## Biografia
Nato in una famiglia di recente nobiltà, figlio di Cattaneo e Giulia Cusani, nel 1477 divenne cancelliere del Consiglio segreto presso gli Sforza, signori di Piacenza, e 1º ottobre 1491 divenne segretario del Consiglio di giustizia. Cominciò a svolgere inoltre una intensa attività diplomatica e fu inviato, per conto di Ludovico il Moro, presso Bona di Savoia nel 1481, presso Bernardo di Villamarina conte di Bosa nel 1494, a Firenze, a Siena e in Svizzera nel 1495, in Savoia e a Ginevra presso il duca Filiberto II di Savoia per convincerlo a non allearsi con Luigi XII di Francia contro il Ducato di Milano nel 1499. Dopo che i Francesi scacciarono Ludovico il Moro e conquistarono il Ducato di Milano, Giulio Cattaneo entrò nel Senato milanese. Quando il Ducato tornò agli Sforza, Giulio Cattaneo divenne segretario nel duca Massimiliano tra il 1512 e il 1513. Dopo di allora non si hanno più notizie, fino alla sua morte. Fu seppellito nella chiesa di San Pietro in Gessate.